# Caroline Link
Caroline Link (2 de junio de 1964) es una directora de cine alemana. Su película Nirgendwo in Afrika (en español En un lugar de África) recibió el Óscar a la mejor película en habla no inglesa en 2002.

## Biografía
Estudió cine de 1986 a 1990 en la Academia del Cine y la TV de Múnich.

## Filmografía
- Der Fahnder (1985) (TV Series)
- Bunte Blumen (1988)
- Glück zum Anfassen (1989)
- Sommertage (1990)
- Kalle der Träumer (1992) (TV)
- Jenseits der Stille (1996)
- Annaluise & Anton (1999)
- En un lugar de África (2001)
- Im Winter ein Jahr (2008)
- Exit Marrakech (2013)
- Der Junge muss an die frische Luft (2018)
- When Hitler Stole Pink Rabbit (2019)

## Premios y distinciones
Premios Óscar
| Año  | Categoría                                       | Película              | Resultado |
| ---- | ----------------------------------------------- | --------------------- | --------- |
| 1998 | Mejor película extranjera (de habla no inglesa) | Jenseits der Stille   | Nominada  |
| 2003 | Mejor película extranjera (de habla no inglesa) | En un lugar de África | Ganadora  |

- 1996 Bavarian Film Award, Mejor director
- 1998 Bavarian Film Award, Best Young People's Film
- 1997, Tokyo Sakura Grand Prix por Jenseits der Stille